# Allobates kingsburyi
Espèce
Synonymes
- Phyllobates kingsburyi Boulenger, 1918
- Colostethus kingsburyi (Boulenger, 1918)
- Phyllobates intermedius Andersson, 1945

Statut de conservation UICN

 EN B1ab(iii) : En danger
Allobates kingsburyi est une espèce d'amphibiens de la famille des Aromobatidae.

## Répartition
Cette espèce est endémique d'Équateur. Elle se rencontre dans les provinces de Pastaza, de Napo et d'Orellana entre 1 140 et 1 300 m d'altitude sur le versant amazonien de la cordillère Orientale.

## Étymologie
Cette espèce est nommée en l'honneur d'Isaac James Frederick Kingsbury (1893-1918).

## Publication originale
- Boulenger, 1918 : Descriptions of new South-American Batrachians. Annals and Magazine of Natural History, sér. 9, vol. 2, p. 427-433 (texte intégral).